# 喬治·馬東
喬治·費利克斯·馬東（法語：Georges Félix Madon；1892年7月28日—1924年11月11日）是法國陸軍航空兵軍官與王牌飛行員。第一次世界大戰期間，他在數年的服役中共確認取得41次空戰勝利，是一戰法國擊落敵機次數排行第四的飛官。

## 生平
馬東生於法属突尼斯比塞大，在童年就展現出對運動的熱情。他在青年時期發掘出自身對飛行的興趣，並在本土的飛行學院中學習。1912年3月12日，他加入了陸軍的飛行隊，不斷增進其的飛行戰鬥技能。1914年戰爭爆發後，他被派遣執行偵查與夜間轟炸。
1915年12月，在因迫降到瑞士而被拘留長達數個月後，馬東返回法國軍隊並接受額外訓練。在接下來的兩年多中，他取得了41次可供證實的空戰勝利、61次未經證實的空戰勝利。在戰爭結束前，他被授勳為上尉。馬東在戰後成為民間飛行員，專注於競技飛行領域。1924年11月11日，他在一次飛行中因燃油耗盡而墜機身亡。